# Ellopidia pedestris
Ellopidia pedestris is een keversoort uit de familie bladkevers (Chrysomelidae). De wetenschappelijke naam van de soort werd in 1842 gepubliceerd door Wilhelm Ferdinand Erichson.